# مقياس يونغ لتدرج الهوس
مقياس يونغ لتدرج الهوس (ملاحظة 1) هو مقياس تدرج على شكل استفتاء تشخيصي من إحدى عشر سؤالاً على نمط الإجابات المتنوعة يستخدم من الأطباء النفسيين لتقدير مدى شدة نوبات الهوس عند الأطفال وعند اليافعين.
صمم فنسنت زيغلر (ملاحظة 2)، ثم قام روبرت يونغ (ملاحظة 3) بإشهاره؛ وكان مخصصاً لتقييم حالات الهوس عند البالغين في حالات الاضطراب ثنائي القطب، إلا أنه عُدّل للاستخدام في مجال طب الأطفال النفسي.

## هوامش
- ملاحظة 1: اختصاراً YMRS من الإنجليزبة Young Mania Rating Scale
- ملاحظة 2: Vincent E Ziegler
- ملاحظة 3: Robert Young